# Merrilyn Gann
Merrilyn Gann (Vancouver, Colúmbia Britânica, 3 de janeiro de 1963) é uma atriz canadense, mais conhecida por seu papel como "Rose Abbott" na série da The WB Television Network, Everwood.